# Josep Vicente Romà
Josep Vicente Romà (l'Armentera, 1923 - Sant Feliu de Guíxols, 2011) fou un activista cultural i polític català.
La seva activitat va estar vinculada sobretot a Sant Feliu de Guíxols des dels temps del franquisme. Va ser nomenat alcalde a l'octubre de 1980 pel Partit dels Socialistes de Catalunya de la ciutat i en va ser el seu batlle durant una dècada. El seu mandat serà recordat com l'època de les grans obres de la ciutat, entre les quals destaquen la construcció del Teatre Auditori, batejat el setembre del 2011 amb el nom de Narcís Masferrer, il·lustre guixolenc, el pavelló poliesportiu, el casal de Tueda, el col·legi L'Estació, l'escola bressol, la rehabilitació de l'edifici del salvament, la primera fase del cobriment de la riera de Tueda, el trasllat i ampliació del CAP i l'asfaltatge dels carrers del barri de Vilartagues, a més de la construcció de la plaça Salvador Espriu al mateix barri i la rehabilitació del Monestir com a obra emblemàtica. Del seu mandat destaca també la consolidació del projecte del retorn de les despulles del president de la Generalitat de Catalunya a l'exili, Josep Irla i Bosch.
Articulista habitual al setmanari local Ancora i al diari El Punt, alguns dels seus escrits van ser recopilats en el llibre "Cenyir el vent, Antologia de textos periodístics" publicat el 2010.
En Josep Vicente es relacionà amb pensadors i artistes molt rellevants com el pintor anglès Ronald Kitaj. De fet, hi apareix en algunes de les seves obres. El 2006 va rebre la Creu de Sant Jordi de mans del President Pasqual Maragall en agraïment per la seva compromesa activitat en pro de la cultura i la política de Catalunya.
Josep Vicente i Romà va ser un polític molt implicat amb el socialisme i un lluitador per les llibertats.
En Josep Vicente morí la matinada del 23 de maig de 2011 als 88 anys, l'endemà de les eleccions municipals.